# Juri Nikolajewitsch Balujewski

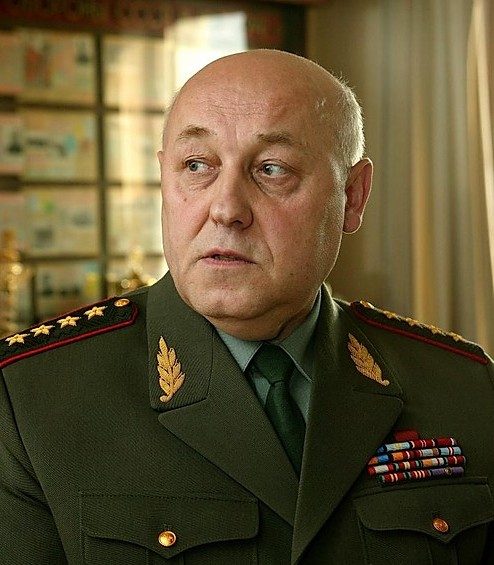
Juri Balujewski (2006)

Juri Nikolajewitsch Balujewski (russisch Юрий Николаевич Балуевский, wissenschaftliche Transliteration Jurij Nikolaevič Baluevskij; * 9. Januar 1947 in Truskawetz, Oblast Lwiw, Ukrainische SSR) ist ein russischer Offizier. Der Armeegeneral war von Juli 2004 bis Juni 2008 Generalstabschef der russischen Streitkräfte. Seit dem 3. Juni 2008 ist er Stellvertretender Sekretär des nationalen Sicherheitsrats von Russland.
Er besuchte die Heeres-Militärschule in Leningrad (heute Sankt Petersburg) und die Militärakademie „M.W. Frunse“. Er war Zugführer und Kompaniechef, gehörte der Operativen Abteilung des Armeestabs im Weißrussischen Militärbezirk an. 1974 diente er als Chefoffizier der Operativen Abteilung des Armeestabs der Gruppe der Sowjetischen Streitkräfte in Deutschland (GSSD). 1979 wechselte er in die Operative Abteilung des Armeestabs im Leningrader Militärbezirk.
1982 trat Balujewski in die Operative Hauptverwaltung des Generalstabs der GSSD ein, besuchte die Militärakademie des Generalstabs. 1993 wurde er Stabschef und Stellvertreter des Chefs der Gruppe der Russischen Streitkräfte im Südkaukasus. 1995 wurde er Leiter der Verwaltung und Vizechef der Operativen Hauptverwaltung des Generalstabs. 1997 stieg er zum Chef der Operativen Hauptverwaltung des Generalstabs und Stellvertretenden Generalstabschef der russischen Streitkräfte auf.
Balujewski wurde am 19. Juli 2004 von Präsident Wladimir Putin zum Generalstabschef der russischen Streitkräfte ernannt. In seiner Amtszeit soll er die Modernisierung des Militärapparats vorantreiben. Nach mehreren internen Konflikten mit Verteidigungsminister Anatoli Serdjukow wurde Balujewski 2008 durch Nikolai Jegorowitsch Makarow als Generalstabschef abgelöst und auf den Posten des stellvertretenden Vorsitzenden des Nationalen Sicherheitsrats versetzt, den er bis Januar 2012 innehatte.
Balujewski ist für markige Äußerungen bekannt. 2001 erklärte er, es gebe nur noch 1000 Kämpfer für ein unabhängiges Tschetschenien. Alle anderen seien von der russischen Armee getötet worden. Eine Woche später wurde er vom russischen Inlandsgeheimdienst FSB korrigiert: Tatsächlich gebe es 5000 tschetschenische Kämpfer.